# Lở mồm long móng

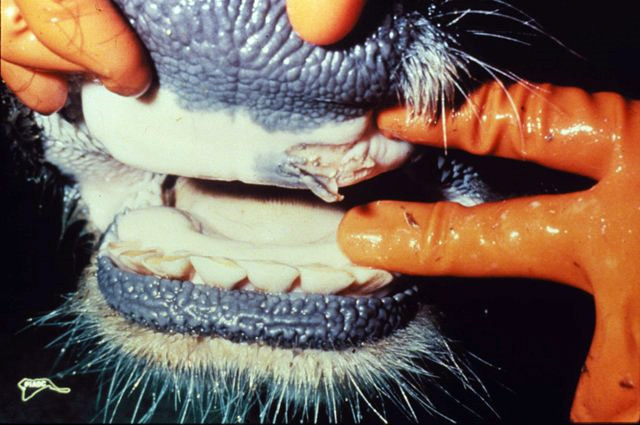
Lở mồm ở bò

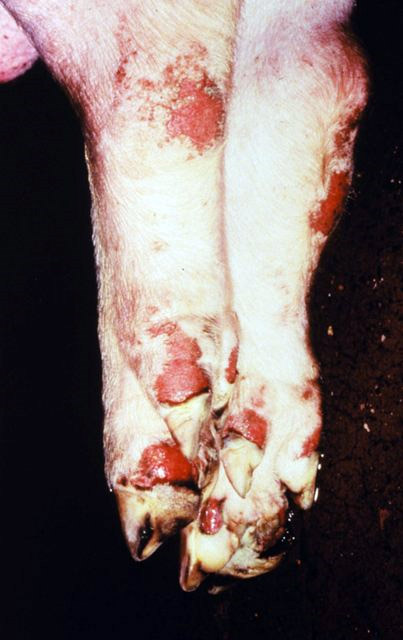
Long móng ở heo

Bệnh lở mồm long móng (tiếng Anh: Foot-and-mouth disease, viết tắt FMD; tiếng Latin: Aphtae epizooticae), là một loại bệnh truyền nhiễm rất nguy hiểm do virus gây ra trên động vật móng guốc chẵn như lợn, bò, trâu, hươu, dê. Bệnh này rất nguy hiểm vì bệnh lây lan rất nhanh qua nhiều con đường khác nhau như tiếp xúc trực tiếp giữa động vật với nhau, truyền qua không khí. Chính vì vậy mà Tổ chức Y tế Thế giới xếp bệnh lở mồm long móng đứng đầu các bệnh truyền nhiễm của động vật. Năm 1897, Friedrich Loeffler đã phát hiện bệnh lở mồm long móng đầu tiên do virus gây ra. Cho đến nay, người ta đã xác định có 7 dạng virus gây bệnh gồm các dạng A, O, C, SAT1, SAT2, SAT3 và Asia1. Ở vùng Đông Nam Á chủ yếu là 3 dạng A, O và Asia1.

## Triệu chứng
Khi nhiễm bệnh, nhiệt độ cơ thể của gia súc khá cao (khoảng 40 °C). Đồng thời, gia súc trở nên kém ăn, ủ rũ, tiết nước bọt nhiều và nhiễu xuống; ở vùng miệng (miệng, lợi và lưỡi), vùng chân (kẽ móng và bờ móng chân) và vú xuất hiện các mụn nước chứa dịch màu vàng nhạt. Trong vòng 24 giờ, mụn nước sẽ tự vỡ, làm bờ móng sưng đau dẫn tới con vật đi lại khó khăn, phải nằm một chỗ. Nếu bệnh phát triển mạnh, khoảng từ 5 đến 6 ngày, con vật sẽ yếu, khó thở và chết.

## Phòng chống
Tùy từng điều kiện mà mỗi nơi có nhiều cách phòng chống với hiệu quả khác nhau. Cách tốt nhất để phòng bệnh là sử dụng vắc xin. Tuy nhiên, khi con vật đã nhiễm bệnh, hữu hiệu nhất là tiêu hủy toàn bộ số gia súc bị bệnh, điều này các nước châu Âu đã thực hiện khá hoàn hảo đầu năm 2001. Ở Đức từ năm 1988 đến năm 2024 không ghi nhận bất kỳ trường hợp bị nhiễm bệnh. Vào 10.01.2025, bang Brandenburg, Đức ghi nhận 3 con trâu nước bị nhiễm bệnh lở mồm long móng. Ở Việt Nam, người ta sử dụng một số hóa chất sát trùng như dung dịch xút 1%, nước vôi 5-10%, nước ôzôn và dung dịch anolit... để khử trùng môi trường, rửa bên ngoài vết thương. Nhưng các hóa chất này không thể dập tắt hoàn toàn dịch bệnh.

## Tình hình
Dịch bệnh lở mồm long móng đã xảy ra ở nhiều châu lục như châu Á, châu Phi, châu Âu và Nam Mỹ. Ở châu Âu, bệnh đã bùng phát tại Anh, Hà Lan và Pháp vào năm 2001. Hàng triệu gia súc bị thiêu hủy gây tổn thất lớn cho ngành chăn nuôi nói riêng và nền kinh tế các quốc gia này nói chung. Cùng năm đó, dịch cũng đã xảy ra tại Hàn Quốc, Nhật Bản và Đài Loan. Đến cuối năm 2003, dịch xảy ra ở vùng Đông Nam Á (Thái Lan, Lào, Campuchia, Malaysia, Myanmar, Philippines và Việt Nam. Một năm sau, dịch lan tới Trung Quốc, Nga, Mông Cổ và tiếp tục ở Myanmar. Trong 2 năm 2005 và 2006, dịch tràn tới Nam Mỹ ở các quốc gia như Brasil, Argentina và Paraquay cũng như ở châu Phi (Nam Phi).
Tại Việt Nam, năm 2006 là năm bệnh dịch lở mồm long móng xảy ra rất mạnh ở hầu hết các tỉnh thành của Việt Nam với hàng chục nghìn gia sục bị nhiễm bệnh. Tuy nhiên, do điều kiện cũng như ý thức của người dân, trình độ và sự thiếu trách nhiệm của cán bộ thú y và chính quyền địa phương mà dịch bệnh không thể khống chế dễ dàng. Một số nơi, còn sử dụng các con vật đã chết làm thức ăn.